# L'Enfer de la corruption
 (février 2025).
Si vous disposez d'ouvrages ou d'articles de référence ou si vous connaissez des sites web de qualité traitant du thème abordé ici, merci de compléter l'article en donnant les références utiles à sa vérifiabilité et en les liant à la section « Notes et références ».
Pour plus de détails, voir Fiche technique et Distribution.
L'Enfer de la corruption (Force of Evil) est un film américain, réalisé en 1948 par Abraham Polonsky. 
Mal distribué aux États-Unis, le film ne sortit sur les écrans français qu'en 1967. On peut le visionner, aujourd'hui, dans une version restaurée sous la supervision de Martin Scorsese.

## Synopsis
Joe Morse, jeune et ambitieux avocat, gère les affaires de Joe Tucker, puissant gangster new-yorkais contrôlant les paris. Il cherche à réunir, en une organisation tentaculaire, les différentes branches familiales de la pègre. À cette fin, il échafaude une vaste machination dont sera victime son propre frère Léo, petit malfrat ruiné. Dévoré par la haine et les remords, Joe Morse décide alors de se venger et témoigne contre la mafia.

## Fiche technique
- Titre : L'Enfer de la corruption
- Titre original : Force of Evil
- Réalisation : Abraham Polonsky
- Assistant réalisateur : Robert Aldrich
- Scénario : Abraham Polonsky, d'après le roman d'Ira Wolfert : Tucker's people (ou encore appelé : The Underworld)
- Photographie : George Barnes
- Distribution en France : Théâtre du Temple, 1967
- Musique originale : David Raksin
- Musique reprise : Ludwig van Beethoven, orchestrée par David Raksin et non créditée au générique
- Décors : Richard Day
- Montage : Arthur Seid, Walter Thompson
- Tournage : Juin, 1948 États-Unis
- Production : Bob Roberts. Enterprise Prod.
- Pays de production :  États-Unis
- Langue originale : anglais
- Format : noir et blanc – 35 mm – 1,37:1 – mono (Western Electric Recording)
- Genre : Film noir
- Durée : 78 minutes
- Date de sortie :
  - États-Unis : 25 décembre 1948

## Distribution

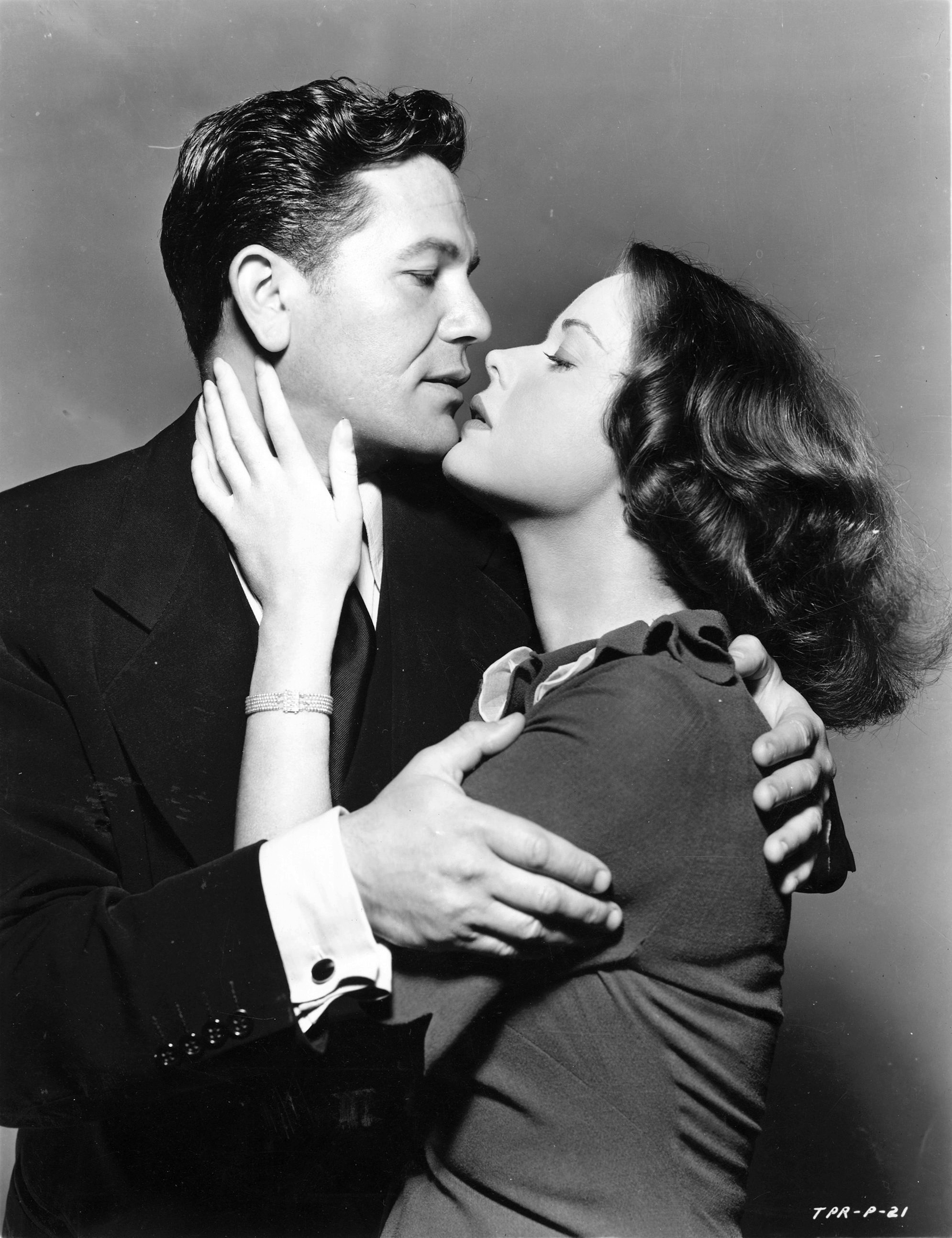
John Garfield et Beatrice Pearson.

- John Garfield (VF : Marc Cassot) : Joe Morse
- Thomas Gomez (VF : Paul Bonifas) : Leo Morse
- Marie Windsor : Edna Tucker
- Beatrice Pearson : Doris Lowry
- Howland Chamberlain : Freddy Bauer
- Roy Roberts (VF : Louis Arbessier) : Ben Tucker
- Barry Kelley (VF : Pierre Morin) : Détective Egan
- Paul McVey (VF : Abel Jacquin) : Hobe Wheelock
- Jack Overman (VF : Jean Clarieux) : Juice, le claustrophobe
- Cliff Clark (VF : Paul Forget) : le brigadier de police
- Sid Tomack (VF : Roger Till) : Two & Two Taylor
- Tim Ryan (VF : Jean-Henri Chambois) : Johnson
- Georgia Backus (VF : Mona Dol) : Sylvia Morse
- Margaret Bert (VF : Germaine Michel) : une employée trieuse de la loterie
- Mervin Williams (VF : Lucien Bryonne) : Goodspeed
- Paul Fix (VF : Marcel Rainé) : Bill Ficco

Acteurs non crédités
- Charles Evans : Un juge
- Joel Fluellen : Un père

## Commentaires
Écrivain remarquable — il venait de rédiger le scénario d'un des meilleurs films américains sur la boxe, Sang et Or, de Robert Rossen —, Abraham Polonsky signe, dans cette réalisation, des dialogues d'une saveur idiomatique si pittoresque qu'ils sont difficilement restituables dans une autre langue.
« Mis au frigidaire » (c'était son expression) par le maccarthisme, Abraham Polonsky n'a pu mettre en scène qu'à trois reprises, avec un intervalle de plus de vingt ans d'écart. S'agissant de ce film, voici deux commentaires de personnalités du monde du cinéma :
- Robert Aldrich : « Un film étonnant, à la fois réaliste et poétique, baigné dans une ambiance typiquement juive. »
- Martin Scorsese : « (...) Le visage de John Garfield (...) était un véritable paysage de conflits moraux. C'était le corps social lui-même qui était atteint ! (...) ce qu'on voyait imploser sous nos yeux, c'était une société rapace et pourrie. C'est la violence du système qui devient le sujet, plus que la violence individuelle. »